# استفهام
الاستفهام استعلام ما في ضمير المخاطَب. وقيل: هو طلب حصول صورة الشيء في الذهن، فإن كانت تلك الصورة وقوع نسبة بين الشيئين، أو لا وقوعها، فحصولها هو التصديق، وإلا فهو التصور.

## حرفا الاستفهام
حرفا الاستفهام هما هل والهمزة ويسأل بهما عن الجملة.

## أسماء الاستفهام
(من) للعاقل، و(ما - ماذا) لغير العاقل، و(أين وأنى) للمكان و(متى وأيان)للزمان، و(كيف) للحال وهي مبنية و(كم) للعدد و(لماذا) للسبب.

## الاستفهام المكرر
الاستفهام المكرر أن تجتمع همزتان في كلمة وبعدها كلمة أخرى ذات همزتين، نحو قوله تعالى: {أَءِذَا كُنَّا تُرَابًا أءِنَّا}. 

## وظائف الاستفهام
1. طلب/سؤال
2. نفي
3. تعجب
4. إنكار
5. تمني
6. تقرير
7. تحقيق
8. استبطاء
9. استبعاد
10. استهزاء/تهكم
11. وعيد/تهديد
12. تحضيض
13. التنبيه
14. الأمر
15. النهي
16. التهويل
17. التحقير
18. التعظيم
19. التشويق
20. التكثير
21. التسوية